# Шей, Эфраим
Эфраим Шей (1839—1916; англ. Ephraim Shay) — американский инженер-изобретатель, конструктор локомотивов, создатель типа паровоза системы Шея.

## Биография
Эфраим Шей родился 17 июля 1839 года в местечке Шерман Тауншип (округ Хьюрон, штата Огайо).
В 1861 году он переехал в деревню Мьюир (штат Мичиган) и вскоре был зачислен в 8-й волонтёрский пехотный полк Миссури (англ. 8th Missouri Volunteer Infantry) Армии Союза. В своём дневнике во время Гражданской войны он сделал запись:

Получен приказ выступать. Сегодня мне 22 года и начал первый поход для защиты чести и флага нашей страны.

Первый свой паровоз Эфраим Шей построил в 1877 году, а в 1881 году получил патент на его конструкцию.